# Un accidente llamado amor
Accidental Love es una comedia romántica con carga política en que la producción se inició y luego se detuvo bajo el director David O. Russell, que coescribió el guion junto a Kristine Gore. Las estrellas son Jessica Biel, Jake Gyllenhaal, Kirstie Alley, James Marsden, y Catherine Keener. Fue filmada en Columbia, Carolina del Sur.

## Trama
Alice Eckle (Jessica Biel) accidentalmente tiene un clavo alojado en su cabeza, que la lleva a viajar a Washington D. C. para pelear por una mejor atención médica. Una vez allí, se enamora de un joven senador, Howard Birdwell (Jake Gyllenhaal).

## Elenco
- Jessica Biel como Alice Eckle, una mujer que tiene un clavo alojado en su cabeza y viaja a Washington D. C. para pelear por una mejor atención médica.[1]
- Jake Gyllenhaal como Howard Birdwell, un joven senador que toma el caso de Alice y eventualmente se enamora de ella.
- Kirstie Alley como una veterinaria que no puede saca el clavo.
- James Marsden como Scott pareja de Alice.
- Catherine Keener como Rep. Pam Hendrickson.[2]
- James Brolin como un senador que se atraganta con una galleta. Brolin reemplazó a James Caan, que se fue después de una disputa con el director David O. Russell.
- Paul Reubens como Edwin.
- Olivia Crocicchia como una joven descontenta que ayuda a Alice.
- Tracy Morgan como Keyshawn.